# Xenocephalus
Xenocephalus es un género de peces actinopeterigios marinos, distribuidos por aguas del oeste del océano Pacífico y este del océano Índico, con una especie en el oeste del océano Atlántico.

## Especies
Existen seis especies reconocidas en este género:
- Xenocephalus armatus Kaup, 1858
- Xenocephalus australiensis (Kishimoto, 1989)
- Xenocephalus cribratus (Kishimoto, 1989)
- Xenocephalus egregius (Jordan y Thompson, 1905)
- Xenocephalus elongatus (Temminck y Schlegel, 1843)
- Xenocephalus innotabilis (Waite, 1904) )